# Pelikán (album)
Pelikán je třetí studiové album slovenské zpěvačky Jany Kirschner, vydané roku 2002 společností Universal Music Group. Na jeho produkci se podíleli Jana Kirschner, Juraj Kupec, Andrej Šeban, Jozef Šebo a Martin Wittgruber. Album obsahuje jak písně nazpívané ve slovenštině, tak i v angličtině. V písni „Myslím na tebe“ hostuje Robert Kodym. V roce 2022 vyšlo album poprvé na gramofonové desce.

## Seznam skladeb
1. Pelikán – 3:28
2. So životom v ohrození – 3:57
3. The Sentimental Love Song – 3:56
4. November – 4:44
5. Keď zatvorím oči – 2:49
6. Umieram – 5:36
7. Myslím na tebe – 3:49
8. Básnička – 3:39
9. Face to Face – 5:12
10. It's So Easy – 4:41
11. Losing You – 3:22
12. Only Tonight – 5:18
13. Aký príde deň – 5:58
14. Wondering – 3:30